# New Hope, Virginia
New Hope är en ort i Augusta County i delstaten Virginia, USA.